# Гуго Грімме
Гуго Грімме (нім. Hugo Grimme; 6 листопада 1872, Гослар — 2 листопада 1943, Гнефен) — німецький військовий і громадський діяч, генерал зенітних військ.

## Біографія
23 березня 1891 року вступив в 26-й польовий артилерійський полк. Закінчив військове училище в Анкламі (1892), артилерійське та інженерне училище (1895), Військовий інститут верхової їзди (1903). Служив в артилерії. Учасник Першої світової війни, з 1 липня 1915 по 10 грудня 1916 і з 26 листопада 1918 по 14 липня 1919 року — інспектор зенітної артилерії. З 11 грудня 1916 по 25 листопада 1918 року — начальник відділу ППО в командуванні авіації. Один з творців зенітної артилерії Німеччини. Після демобілізації армії залишений в рейхсвері, займав в основному штабні посади в артилерійських частинах і вищих штабах. З 1 січня 1926 року — командир 5-го артилерійського полку, з 1 липня 1927 року — командувач артилерією 6-го військового округу. 30 вересня 1929 року вийшов у відставку. З 29 квітня 1933 по 30 квітня 1936 року — президент Імперського союзу ППО. 30 квітня 1936 року зарахований в люфтваффе, консультував вище керівництво ВПС з проблем зенітної артилерії. 31 травня 1943 року вийшов у відставку.

## Звання
- Фанен-юнкер (23 березня 1891)
- Фанен-юнкер-унтерофіцер (10 липня 1891)
- Фенріх портупеї (18 жовтня 1891)
- Другий лейтенант (17 травня 1892)
- Оберлейтенант (22 березня 1900)
- Гауптман (27 січня 1907)
- Майор (22 березня 1915)
- Оберстлейтенант (18 грудня 1920)
- Оберст (1 лютого 1924)
- Генерал-майор (1 березня 1928)
- Генерал-лейтенант запасу (30 вересня 1929)
- Генерал-лейтенант (1 травня 1935)
- Генерал артилерії запасу (30 квітня 1936)
- Генерал зенітних військ запасу до розпорядження (1 січня 1941)

## Нагороди
- Столітня медаль
- Залізний хрест 2-го і 1-го класу
- Королівський орден дому Гогенцоллернів, лицарський хрест з короною і мечами
- Почесний хрест ветерана війни з мечами
- Почесний знак Німецького Червоного Хреста 1-го класу
- Медаль «За вислугу років у Вермахті» 4-го, 3-го, 2-го і 1-го класу (25 років)
- Орден «За військові заслуги» (Болгарія), командорський хрест
- Нагрудний знак зенітної артилерії люфтваффе